# Мій Брат! (Разом!)
«Мій брат! (Разом!)», також відомий як «Ей-форі-Я» — студійний альбом української співачки Руслани. Альбом записувався в Україні, Швеції та США. До запису альбому долучилися Русті Аллен, Brian Coller та інші легендарні музиканти та продюсери. 
Незважаючи на таку міжконтинентальність, альбом побудований на слов'янській екзотиці. У давніх слов'янських хороводах, плясках, хлопушках і навіть літургіях, Руслана знайшла нові елементи для поп-музики. У альбомі поєдналися знаменита «Циганочка», «Яблучко», «Сіртакі», семпли із Глінки, Чайковського, Мусоргського та Рахманінова.
Музичним ко-продюсером проекту та альбому став Дебрянський Влад (Jack Spade).

## Список композицій
| #  | Назва             | Тривалість |
| -- | ----------------- | ---------- |
| 1. | «Мій Брат»        | 3:39       |
| 2. | «ШаЛаЛа»          | 3:15       |
| 3. | «Рахманінов»      | 3:22       |
| 4. | «Вау»             | 2:54       |
| 5. | «Роби Гучніше!»   | 3:03       |
| 6. | «Яблучко»         | 3:30       |
| 7. | «Давай, Грай!»    | 3:35       |
| 8. | «Це - Ей-форі-Я!» | 3:52       |